# Campanula kremeri
Campanula kremeri är en klockväxtart som beskrevs av Pierre Edmond Boissier och Georges François Reuter. Campanula kremeri ingår i släktet blåklockor, och familjen klockväxter. Inga underarter finns listade i Catalogue of Life.